# Ruvettus
Ruvettus is een monotypisch geslacht van straalvinnige vissen uit de familie van slangmakrelen (Gempylidae). Het geslacht is voor het eerst wetenschappelijk beschreven in 1833 door Cocco.

## Soort
- Ruvettus pretiosus Cocco, 1833